# Mönchengladbach
Mönchengladbach ( mœnçn̩ˈɡlatbax (?·pàg.) és una ciutat de l'estat federat de Rin del Nord-Westfàlia, Alemanya. Està situada a la part oest de l'estat, a mig camí de Düsseldorf i la frontera neerlandesa.

## Esports
El Borussia Mönchengladbach és el club de futbol de la ciutat. Juga a la Bundesliga, la primera divisió de futbol alemanya. El seu estadi és el Borussia-Park amb una capacitat per a 59.000 espectadors.

## Fills i filles il·lustres
- Joseph Pilates (1880-1967), inventor del mètode Pilates
- Joseph Goebbels (1897-1945), polític nazi
- Hans Jonas (1903-1993), filòsof
- Hilde Sherman (1923-2011), supervivent del Gueto de Riga
- Günther Jakobs (1937-), jurista
- Günter Netzer (1944-), futbolista
- Josef Heynckes (1945-), futbolista i entrenador
- Marc-André ter Stegen (1992-), futbolista[1]